# Nós Televisión
Nós Televisión es un medio de comunicación con un equipo humano formado por profesionales del ámbito audiovisual, periodístico y de la publicidad con la conciencia situada en Galicia. Esta televisión, impulsada por Diego Frey, emite en toda Galicia a través del dial 119 de la operadora R. Su emisión, íntegramente en gallego e initerrumpida, se centra en las temáticas de cultura, idioma y temas sociales. Ser el único canal privado en lengua gallega llevó a Nós Televisión a ganar el XI Premio Rosalía de Castro de Normalización Lingüística que otorga la Deputación da Coruña.

## Trayectoria
Comenzó a emitir a través de la Televisión digital terrestre en las comarcas de Tabeirós - Terra de Montes, Deza, Arzúa, Terra de Melide, Ordes y Santiago en 2013 pasando el día 14 de marzo de 2019 a hacerlo exclusivamente a través del canal 119 de la plataforma de televisión de pago de R.
Este cambio está dentro de su proceso de expansión a toda Galicia pasando de ser un canal local para cubrir todo el territorio gallego e inaugurando una nueva etapa con programas realizados en colaboración en las editoriales Kalandraka y Galaxia o con la Real Academia Galega. 
Destaca la emisión en el 22 de diciembre de 2016 del debate alrededor del feminismo "La nación de las mujeres. Del techo de cristal al acantilado de cristal", organizado junto a la revista Luzes en el complejo cultural Matadero Compostela y que reunió cuatro mujeres políticas del momento: Alexandra Fernández, Ana Pontón, Carmela Silva y Marta Lois.
También es productora de documentales como 'Véndese litorial. A Coruña deféndese' y 'Redes contra a política do espolio', ambos dirigidos por Xosé Bocixa, 'Un país de cinzas' de Galicia Contrainfo y 'San Finx 1960' de Irene Pin. 
1. 1 2  «Sobre Nós». Nós Televisión (en gl-ES). Consultado el 9 de septiembre de 2022.
2. ↑  «NOS TELEVISION SL, A CORUÑA - Informe comercial, de riesgo, financiero y mercantil.». infocif.economia3.com. Consultado el 9 de septiembre de 2022.
3. ↑  culturagalega.org (6 de julio de 2020). «A Deputación da Coruña fallou a XI xeira destes galardóns dotados con 3.000 euros». culturagalega.org. Consultado el 9 de septiembre de 2022.
4. ↑  «https://twitter.com/kalandrakaedit/status/1106569070177144832». Twitter. Consultado el 9 de septiembre de 2022.
5. ↑  «A nación das mulleres: do teito de cristal ao cantil de cristal». Archivado desde el original el 9 de marzo de 2018. Consultado el 16 de junio de 2018.